# Теребище (Черниговская область)
Теребище (укр. Теребище) — бывшее село в Корюковском районе Черниговской области Украины. Было подчинено Охрамиевичскому сельсовету.

## История
Решением Черниговского областного совета село снято с учёта.

## География
Было расположено у истоков реки Передовка — восточнее села Охрамиевичи и севернее села Лупасово. По состоянию местности на 1986 год были изображены урочище Теребище, без населения, сарай. 